# Хуфски, Флориан
Флориан Хуфски (нем. Florian Hufsky, 13 ноября 1986, Филлах, Каринтия — 16 декабря 2009, Вена) — австрийский художник в области медиаискусства, компьютерный хакер, политический активист, основатель и бывший член правления Пиратской партии Австрии. Он изучал графический дизайн в Венском университете прикладного искусства, но покончил жизнь самоубийством, не успев закончить обучение.
Хуфски был одним из основателей венского отделения Graffiti Research Lab и soup.io. Он также создал производную от Super Mario игру Super Mario War, был участником группы программирования и дизайна «72dpiarmy» и венского хакерского сообщества Metalab. В сотрудничестве с Михаэлем Зелтнером он усовершенствовал программное обеспечение с открытым исходным кодом для лазерного граффити в Graffiti Research Lab (GRL) в Нью-Йорке и принял участие в фестивале Ars Electronica в Линце, а также в DigiTaika 2007 в Хельсинки.
Хуфски организовал первую международную конференцию пиратских партий совместно с Юргеном «Юкси» Лейтнером и при поддержке Андреаса Лео Финдайзена и Йоханнеса Гренцфуртнера. На генеральной ассамблее Пиратского интернационала 2011 года Рикард Фальквинге почтил память Хуфски за его вклад в создание международного движения, посвятив ему свою заключительную речь.